# Richmond Cyclecar Manufacturing Company
Richmond Cyclecar Manufacturing Company war ein US-amerikanischer Hersteller von Automobilen.

## Unternehmensgeschichte
E. J. und H. F. Bernhard gründeten 1914 das Unternehmen in Richmond in Virginia. Im gleichen Jahr begann die Produktion von Automobilen. Der Markenname lautete Victor. 1915 endete die Produktion. Insgesamt entstanden nur wenige Fahrzeuge.
Weitere US-amerikanische Hersteller von Personenkraftwagen dieser Marke waren Overman Automobile Company, Victor Motor Car Company und Victor Motor Company.

## Fahrzeuge
Der Hersteller bezeichnete die Fahrzeuge als Cyclecar, obwohl sie die Kriterien nicht erfüllten. Aber das machten viele US-amerikanische Hersteller so. Die Fahrzeuge hatten einen V2-Motor von Spacke mit Luftkühlung. 88,9 mm Bohrung und 93,218 mm Hub ergaben 1157 cm³ Hubraum, während das Limit für Cyclecars bei 1100 cm³ lag. Die Motorleistung von 10 PS wurde über ein Friktionsgetriebe und Riemen an die Hinterachse übertragen. Das Fahrgestell hatte 224 cm Radstand. 
Der Aufbau war ein Roadster. Das Leergewicht war mit 272 kg angegeben. Der Neupreis betrug zunächst 285 US-Dollar und sollte 1915 auf 245 Dollar gesenkt werden.